# Altomünster

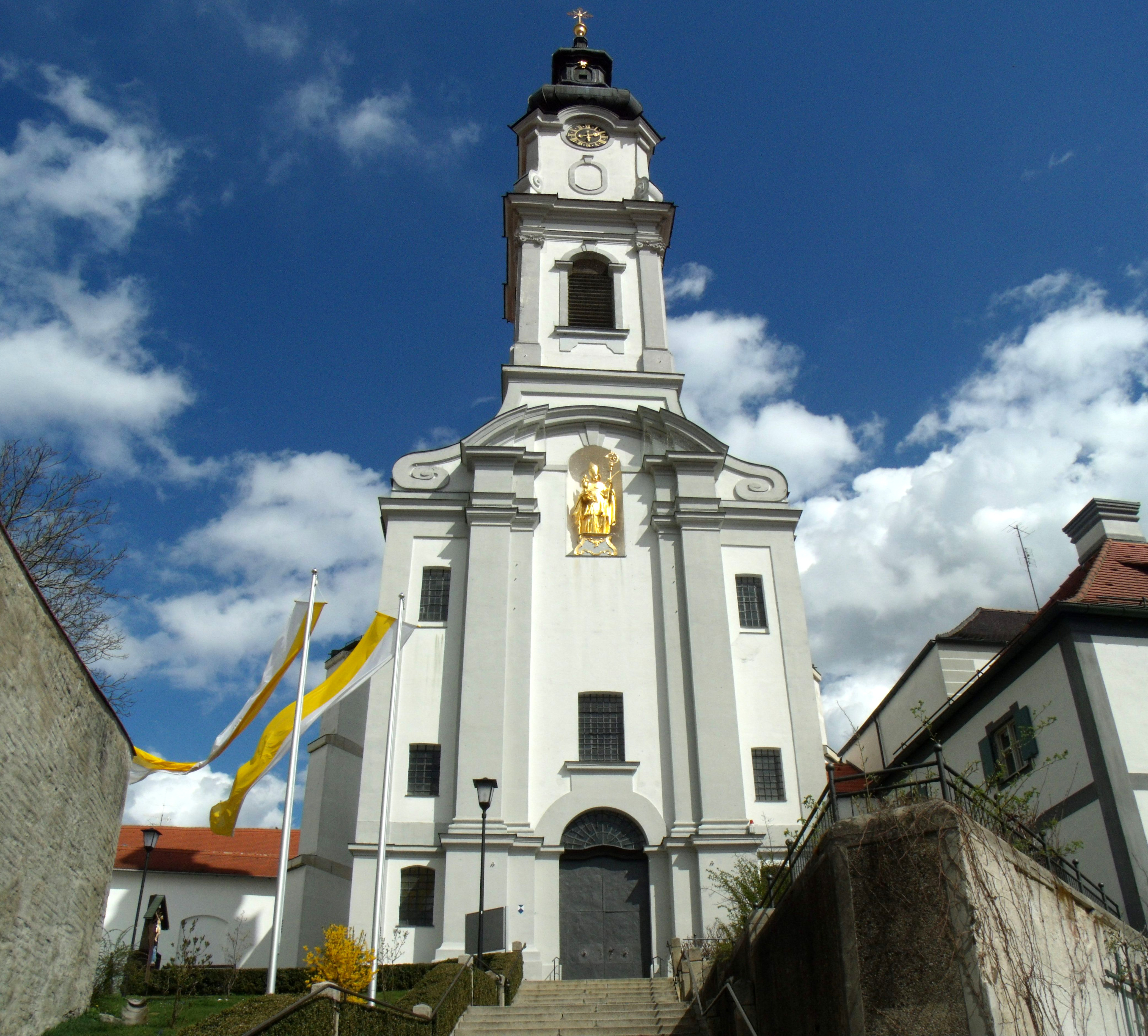
Altomünster

Altomünster este o comună aflată în districtul Dachau, regiunea administrativă Bavaria Superioară, landul Bavaria, Germania.